# Łabędź czarny
Łabędź czarny (Cygnus atratus) – gatunek dużego ptaka z podrodziny gęsi (Anserinae) w rodzinie kaczkowatych (Anatidae). Zamieszkuje Australię wraz z Tasmanią; introdukowany na Nowej Zelandii, w Europie i Japonii. Nie wyróżnia się podgatunków. Nie jest zagrożony wyginięciem.

## Charakterystyka
Wygląd zewnętrznyŁabędź czarny ma upierzenie w większości czarne, z pasem białych lotek na krawędzi skrzydeł, wyraźnie widocznych w locie. Ma długą szyję i jaskrawoczerwony dziób z białym końcem. Nogi są ciemnoszare. Samce są nieco większe od samic i mają dłuższy, prostszy dziób. Młode ptaki są ciemnobrązowe, mają pióra jasno obrzeżone. Tak jak inne blaszkodziobe, łabędzie czarne gubią w czasie pierzenia wszystkie lotki jednocześnie i nie mogą przez około 4–5 tygodni latać.
Rozmiarydługość ciała: 110–140 cm (mniej więcej połowa przypada na głowę i szyję); rozpiętość skrzydeł: 161–205 cm
Masa ciałasamce do 7 kg, samice 4–5 kg
GłosNajczęściej wydaje trąbiący głos.

## Występowanie

### Środowisko
Szeroko rozpowszechniony na każdego rodzaju stojących i wolno płynących wodach śródlądowych, a także w chronionych zatokach morskich i lagunach; często jest również półoswojonym ptakiem parków. Unika wód szybko płynących i na których powstają wysokie fale. 

### Zasięg występowania
Endemiczny ptak lęgowy Australii i Tasmanii; introdukowany w 1864 roku w Nowej Zelandii na bazie populacji australijskiej. Na początku XXI w. populację na tych trzech obszarach szacowano na 500 000 osobników, z tego 60 000 w Nowej Zelandii. Wymarły łabędź z Nowej Zelandii, wytępiony całkowicie przez Maorysów, uznawany w przeszłości za podgatunek łabędzia czarnego, został uznany przez Rawlence’a i współpracowników (2017) za odrębny gatunek Cygnus sumnerensis.
Od przełomu XVIII/XIX w. łabędzie czarne są hodowane jako ptaki ozdobne w Europie Zachodniej, zwłaszcza w Wielkiej Brytanii. Często zdarzają się ucieczki z niewoli i obserwowano nawet lęgi na wolności, jednak jak na razie populacji nie uważa się za samoutrzymującą się i gatunek nie został wpisany na listę brytyjskiej awifauny.
Samodzielnie utrzymująca się populacja istnieje w Holandii. W połowie 1. dekady XXI w. w Wielkiej Brytanii i Niemczech gniazdowało po kilkanaście par, we Francji 25 par, w Holandii kilkadziesiąt par, we Włoszech około 20 par. Dość duża populacja austriacka została zlikwidowana przez ludzi pod koniec XX w.
W Polsce łabędzie czarne obserwuje się od 1990 roku, nielicznie były spotykane w Polsce zachodniej i środkowej do Wisły i w woj. warmińsko-mazurskim, ale tylko raz obserwowano gniazdującą parę – koło Raciborza (w rezerwacie „Łężczok”). Nie zaliczany do awifauny krajowej (kategoria E w klasyfikacji AERC – pojaw nienaturalny).
Pomiędzy 1950 a 1960 rokiem łabędzie czarne introdukowano też w Japonii.

## Pożywienie
Łabędzie czarne żywią się przede wszystkim pędami i liśćmi roślin wodnych, na lądzie jedzą również trawę i zioła. Dzięki długiej szyi mogą przy przeszukiwaniu dna osiągnąć głębokość do 1 m.

## Rozród

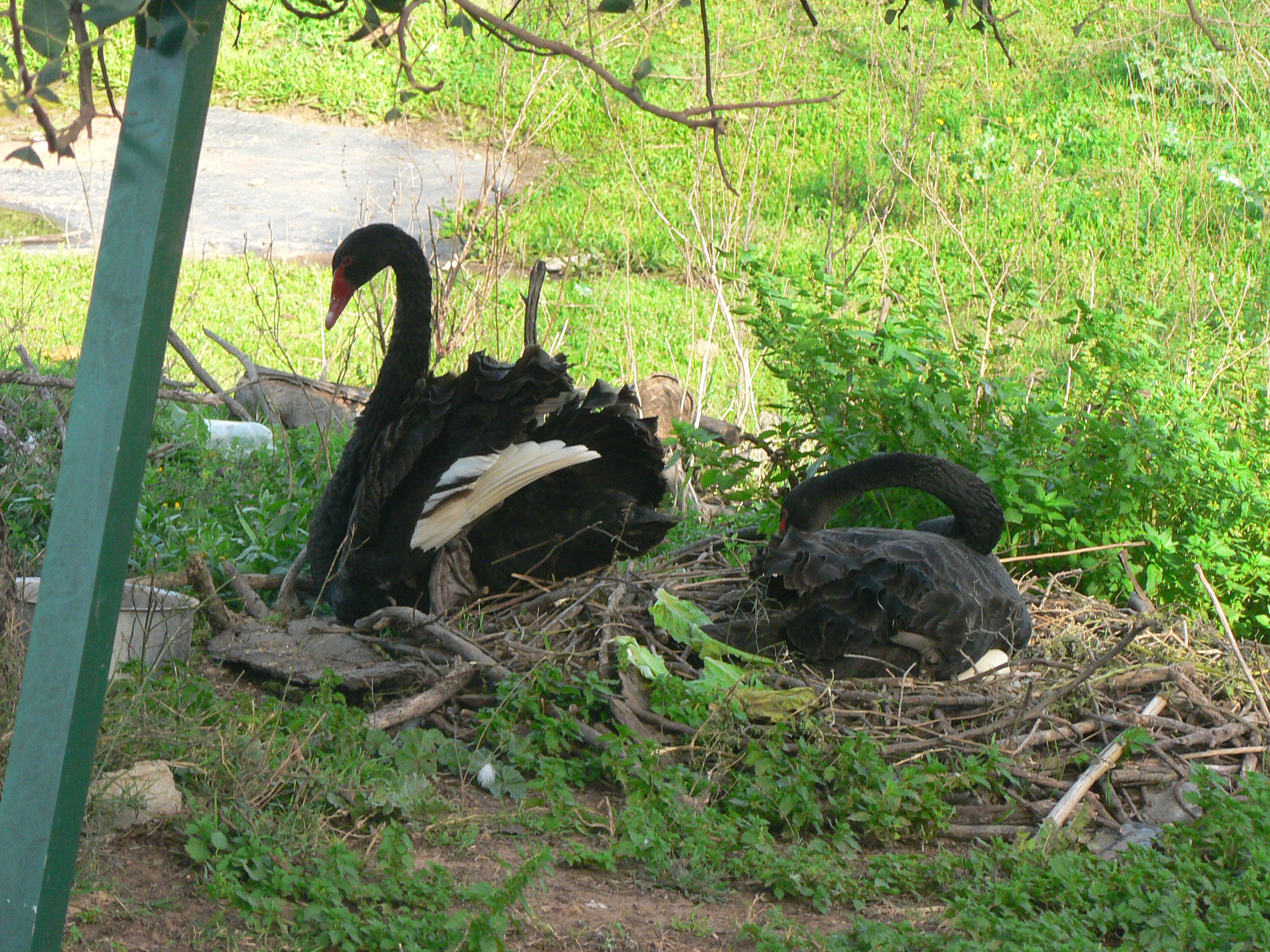
Wysiadująca para łabędzi czarnych

Lęgi łabędzi czarnych mogą odbywać się prawie we wszystkich porach roku. Przez długi czas przypuszczano, że są one monogamiczne. Okazało się jednak, że dookoła pojedynczego gniazda występują różne zgrupowania. Znajdywano nie tylko pary, lecz także pojedyncze samce i samice z jajami, a nawet wyjątkowo dwa samce ze sobą. 
GniazdoGniazda stoją zwykle w wodzie lub jej pobliżu; jako miejsca lęgowe mogą służyć także dość krótko istniejące wody sezonowe. Ptaki dość często tworzą luźniejsze kolonie. Gniazdo stanowi sterta roślinności, o średnicy podstawy ok. 1 m.
JajaLiczba składanych jaj może się znacznie wahać, zwykle wynosi jednak 4–5. Mają one zielonkawy kolor.
WysiadywanieTrwa 35–40 dni. Wysiadują oboje rodzice (w przeciwieństwie do większości pozostałych blaszkodziobych, gdzie wysiaduje wyłącznie samica).
PisklętaU samotnych par oboje rodzice troszczą się o potomstwo, w koloniach tworzą się często większe grupy młodych, szczególnie wtedy, gdy pożywienie jest nierównomiernie rozłożone. Po 150–170 dniach młode łabędzie czarne potrafią latać. Dojrzałość płciową uzyskują w wieku około 3 lat.

## Status
Międzynarodowa Unia Ochrony Przyrody (IUCN) uznaje łabędzia czarnego za gatunek najmniejszej troski (LC – Least Concern) nieprzerwanie od 1988 roku. Liczebność światowej populacji, według szacunków organizacji Wetlands International z 2006 roku, mieści się w przedziale 100 000 – 1 000 000 osobników. Ze względu na brak dowodów na spadki liczebności bądź istotne zagrożenia dla gatunku BirdLife International ocenia trend liczebności populacji jako prawdopodobnie stabilny.

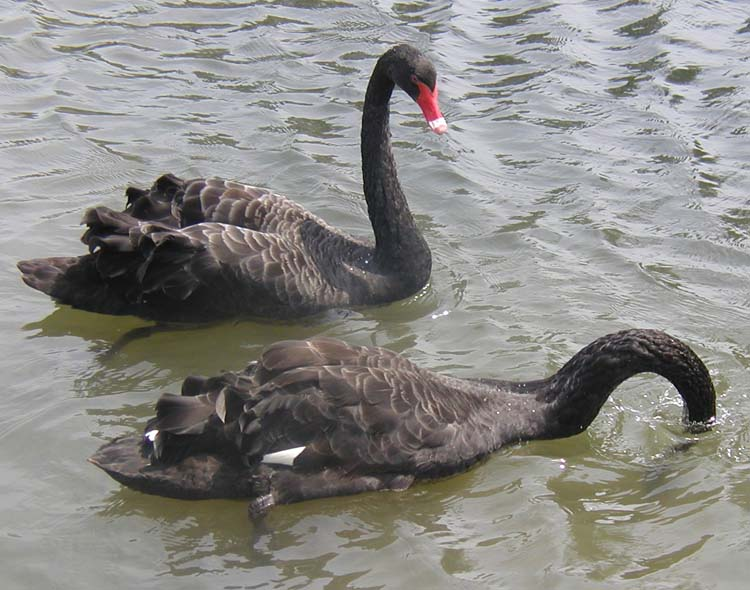
Para łabędzi czarnych
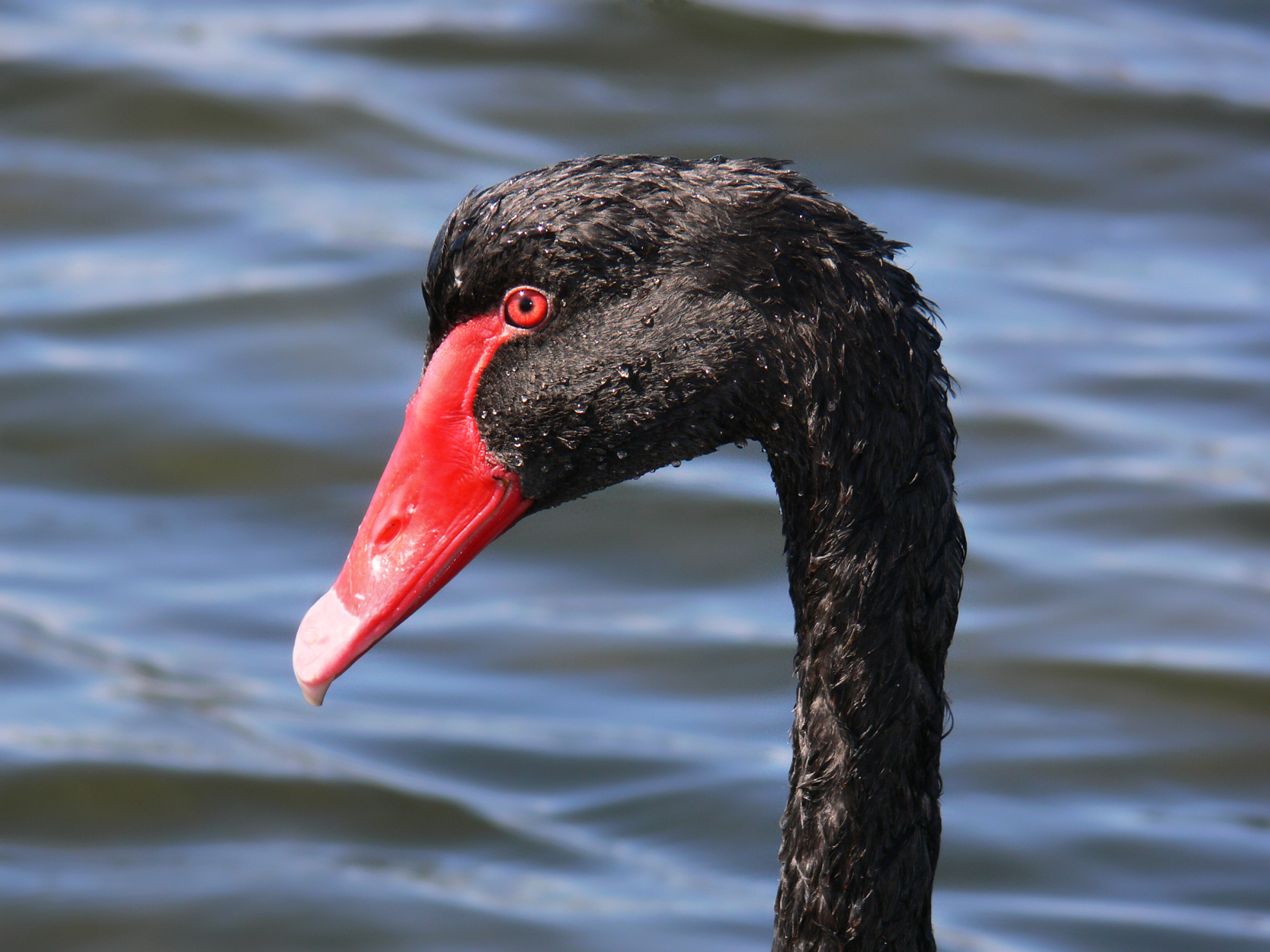
Głowa łabędzia czarnego
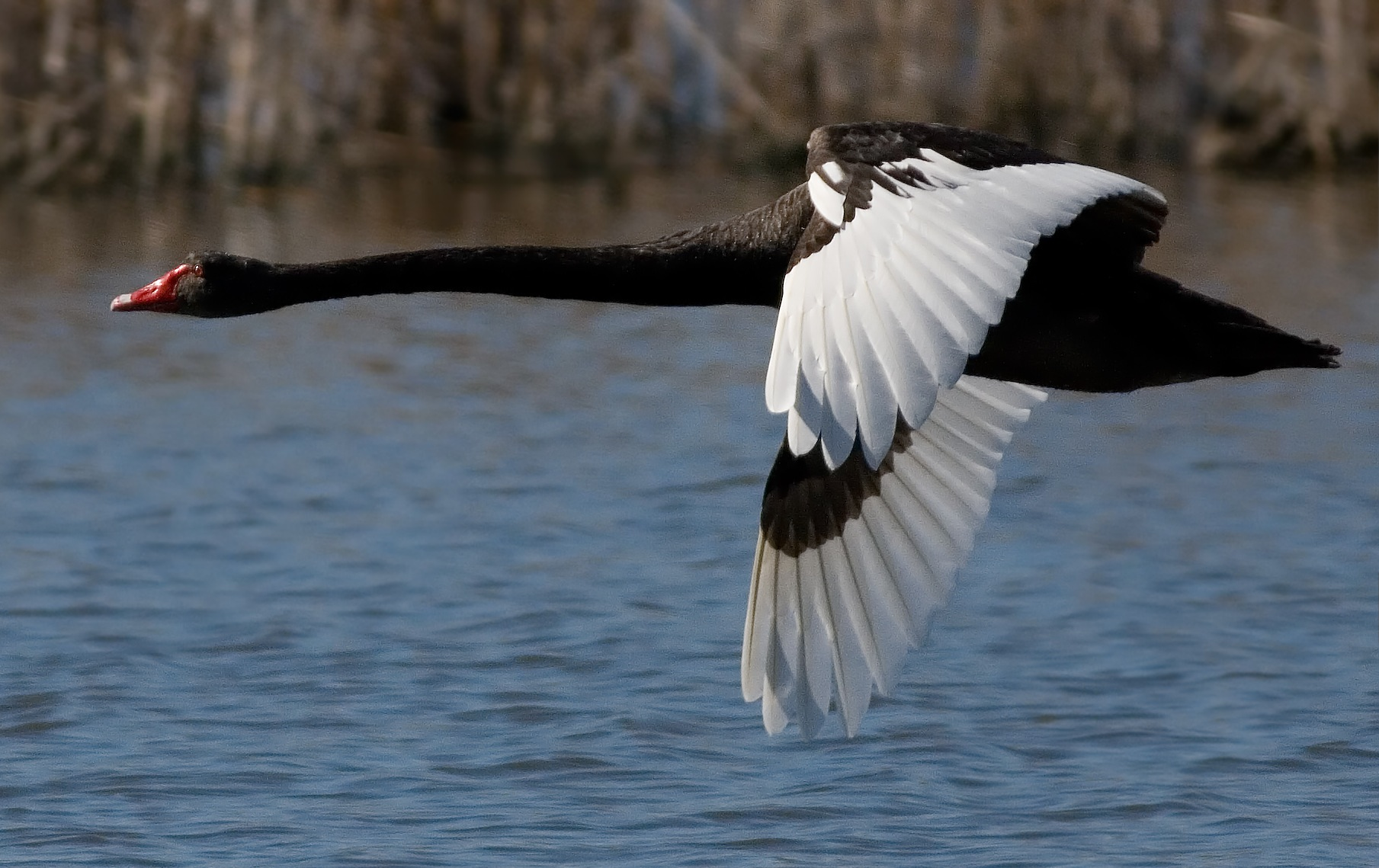
Łabędź czarny w locie
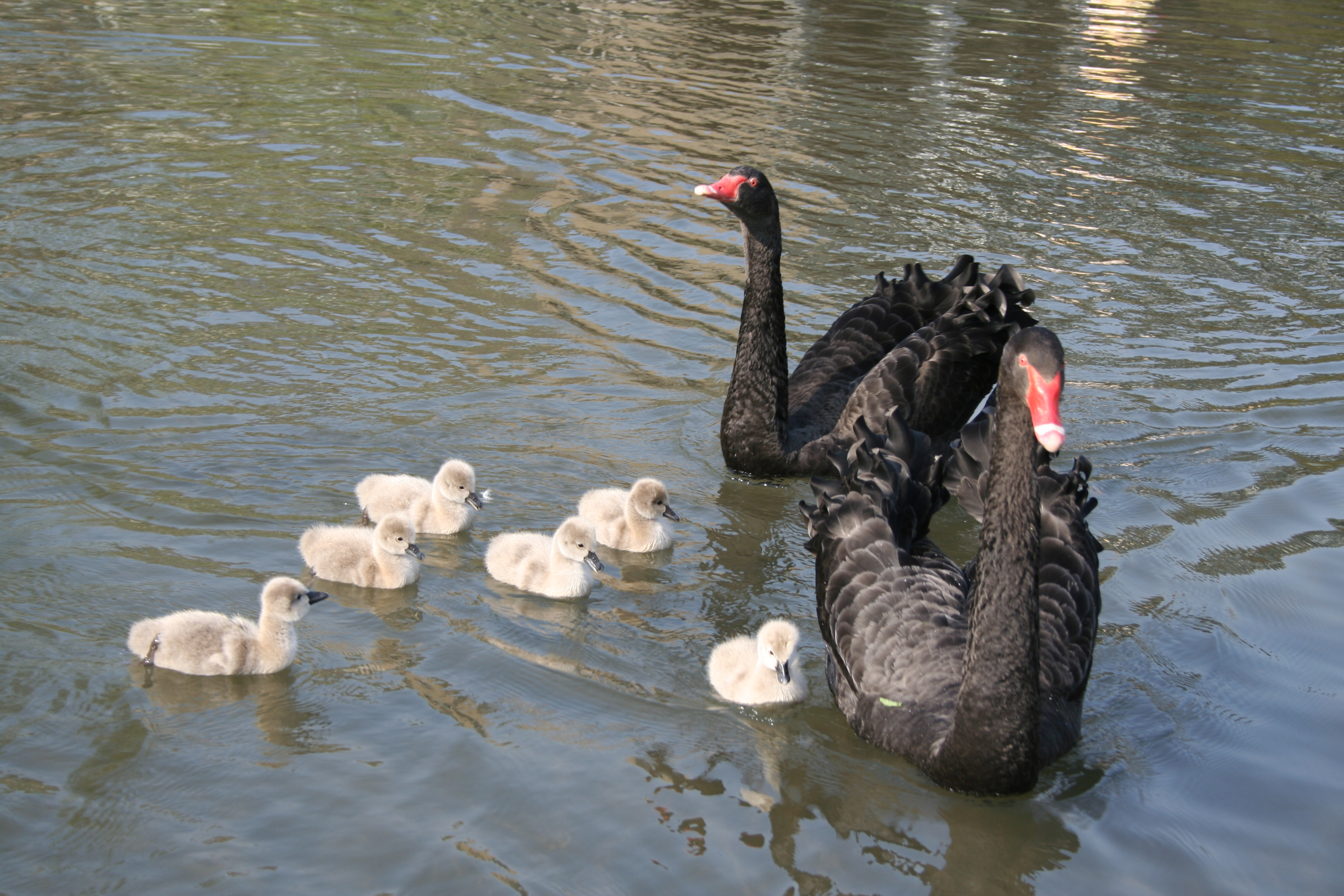
Para z młodymi
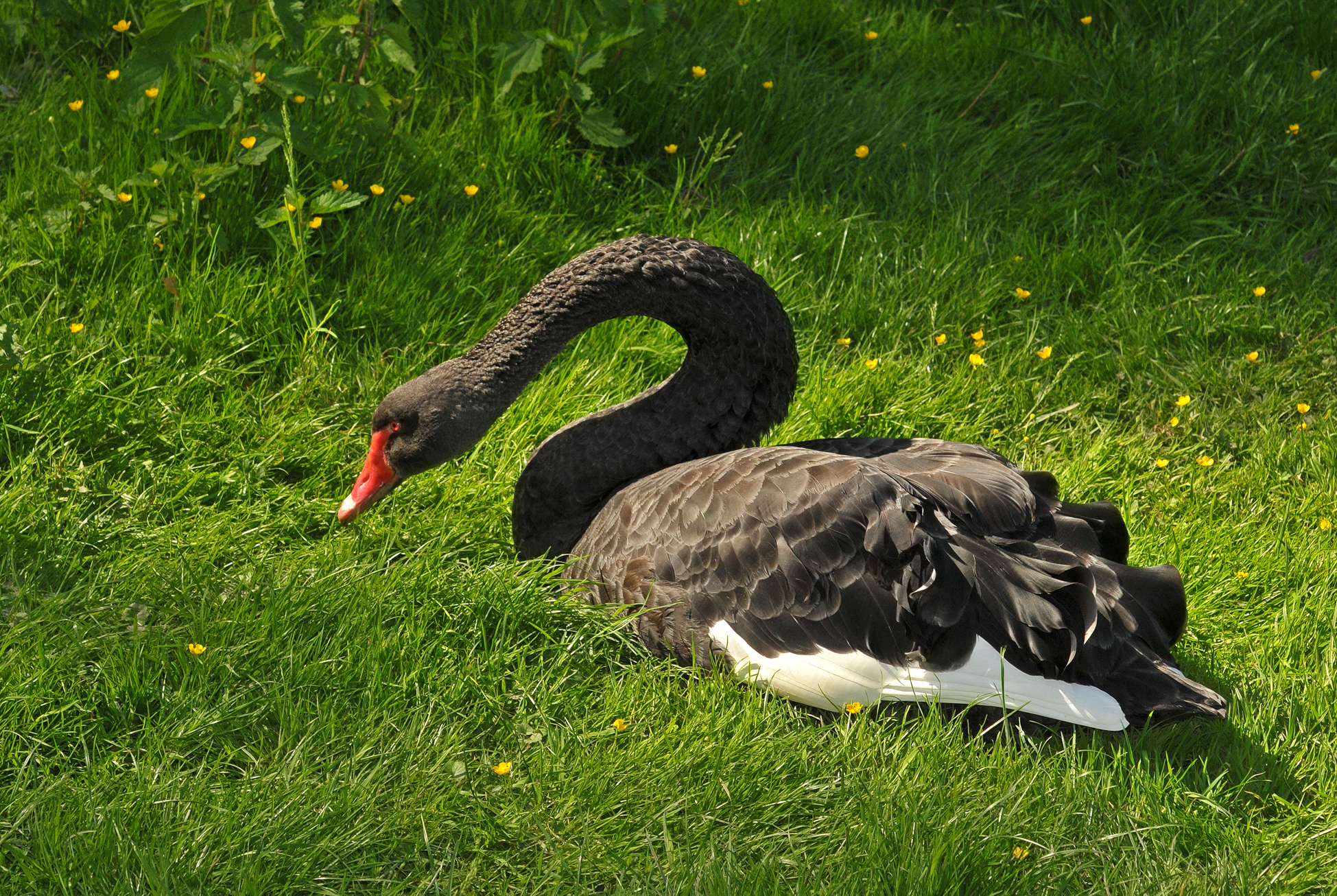
Łabędź czarny
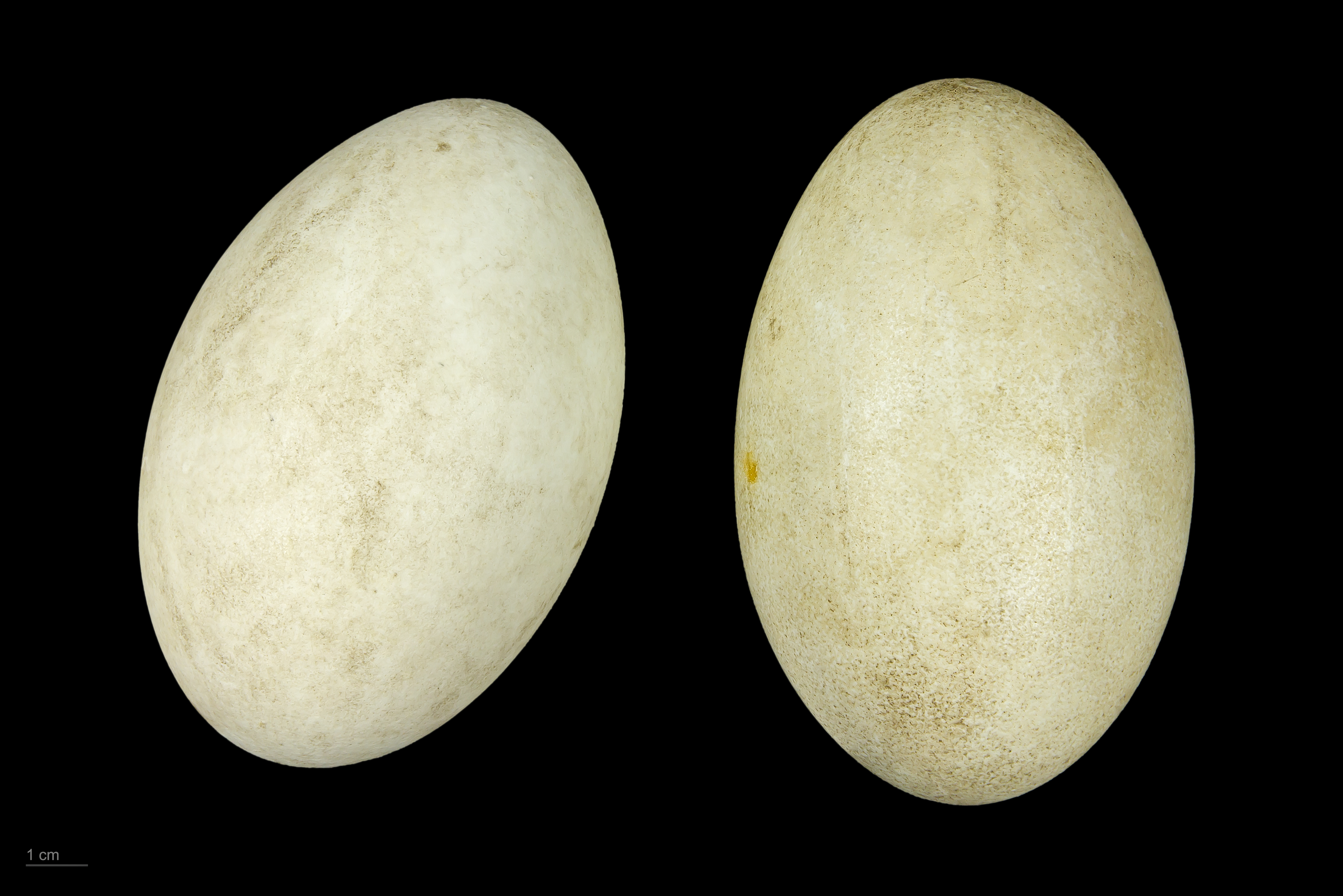
Jaja z kolekcji muzealnej